# Sanae Mishima
Sanae Mishima (三島 早苗, Mishima Sanae, 3 mei 1957) is een voormalig Japans voetbalster.

## Carrière
Mishima maakte op 11 juni 1981 haar debuut in het Japans vrouwenvoetbalelftal tijdens een wedstrijd om het Aziatisch kampioenschap 1981 tegen het Thailand. Ze heeft 2 interlands voor het Japanse vrouwenelftal gespeeld.

## Statistieken
| Japans vrouwenvoetbalelftal | Japans vrouwenvoetbalelftal | Japans vrouwenvoetbalelftal |
| Jaar                        | Wed.                        | Dlp.                        |
| --------------------------- | --------------------------- | --------------------------- |
| 1981                        | 2                           | 0                           |
| Totaal                      | 2                           | 0                           |